# Пизония колючая
Пизония колючая (лат. Pisonia aculeata) — декоративно-культурный вид растения рода Пизония (Pisonia) семейства Никтагиновые (Nyctaginaceae). Имеет другое название — дерево ловчих птиц, по причине повреждений птиц о длинные шипы растения.

## Происхождение
Родной ареал этого вида — тропическая и субтропическая Америка, от Эфиопии до Квазулу-Натала и Тихого океана.

## Описание
Многолетний вечнозеленый большой древовидный кустарник с прямыми тонкими ветвями, похожи на стебли лиан. Произрастает чаще в прибрежных заросших лесополосах и редколесьях, на лесных опушках низколежащих тропических лесов и зарослей. Средняя высота дерева достигает 15 метров.

### Размножение

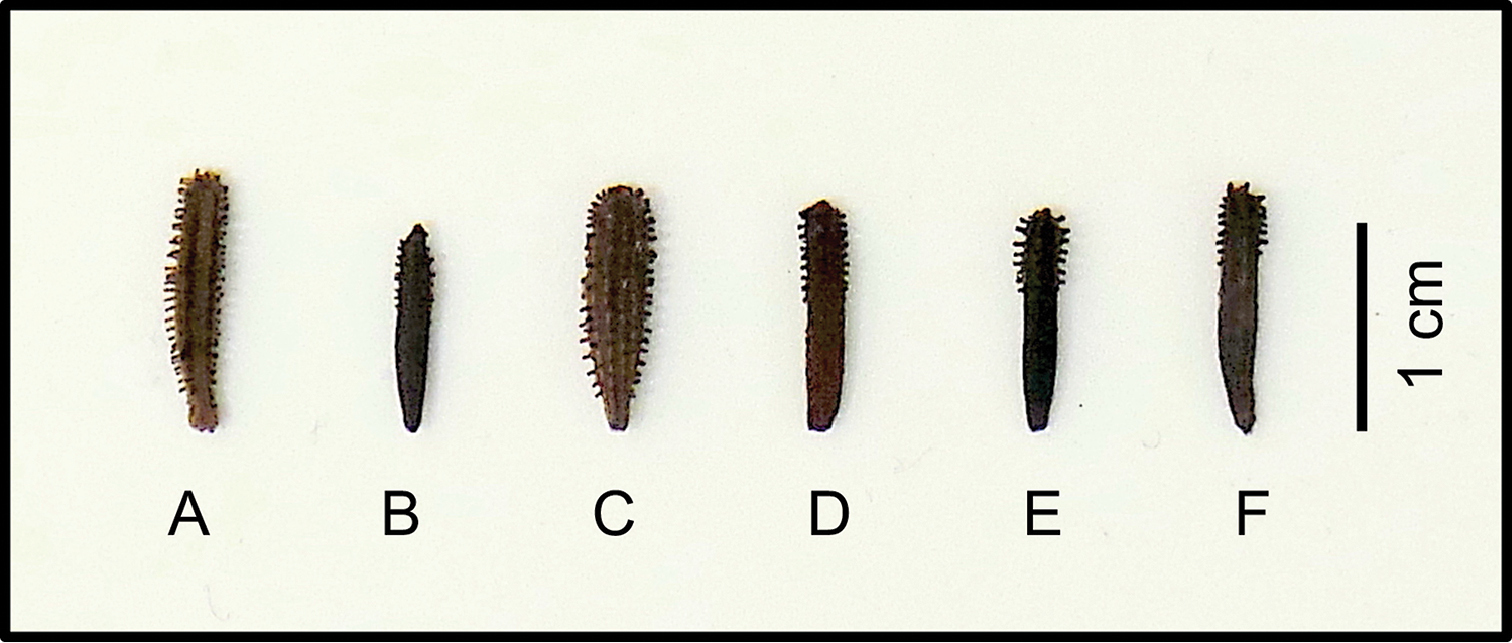
Плоды шести видов пизонии из Пуэрто-Рико. Pisonia aculeata (A), Pisonia albida (B), Pisonia horneae (C), Pisonia roqueae (D), Pisonia subcordata (E), Pisonia taina (F)

Является раздельнополым растением. Распространение семян происходит благодаря птицам, которые не произвольно разносят семена на себе. Дело в том что семена этого дерева, выглядящие как стручки, покрыты чрезвычайно липкой слизью и вдобавок имеют множество крючков. В том время, когда птица уселась на ветку, к её лапам, крыльям и перьям обильно прилипают семена, в следствии чего ей уже тяжело летать. В результате набрав много семян и возможно получив повреждения от шипов птица погибает, а семена попадают в почву, где разложение тушки мертвого пернатого служат удобрением.

### Цветение
Период цветения — с января по июнь. При условии правильного и здорового цветения цветки вырастают до 4 мм в диаметре жёлтым, либо жёлто-зелёным цветами.

## Уход
Температура: летом комнатная, зимой в интервале 15-20 °С.
Освещение: яркое, однако необходима защита от прямого солнечного света.
Полив: умеренный, между поливами почва должна подсыхать.
Влажность: влажность воздуха не должна быть ниже 60 %, растению требуются частые опрыскивания мягкой водой комнатной температуры.
Почва: плодородная, желательны подкормки, необходим хороший дренаж. Желательный состав смеси: дёрновая земля, листовая земля, песок (2:2:1), pH: нейтральный, то есть слабокислый.
Период покоя: в комнатных условиях наилучший момент не беспокоить растение с октября по февраль в связи с пониженной освещенностью и влажностью воздуха.

## Распространение
На данный момент деревья-эндемики активно распространены на юге США, Мексике и южных странах Северной Америки, а также северных странах Южной Америки от Перу до Венесуэлы. Экзотический вид произрастает в страны от Австралии до Китая и Индии, а также в некоторых странах Африки.

## Применение
Вид используется в качестве лекарства и имеет экологическое применение.